# 金丝桃叶绣线菊
金丝桃叶绣线菊（学名：Spiraea hypericifolia），为蔷薇科绣线菊属下的一个植物种。